# Konspirační teorie o nahrazení Avril Lavigne

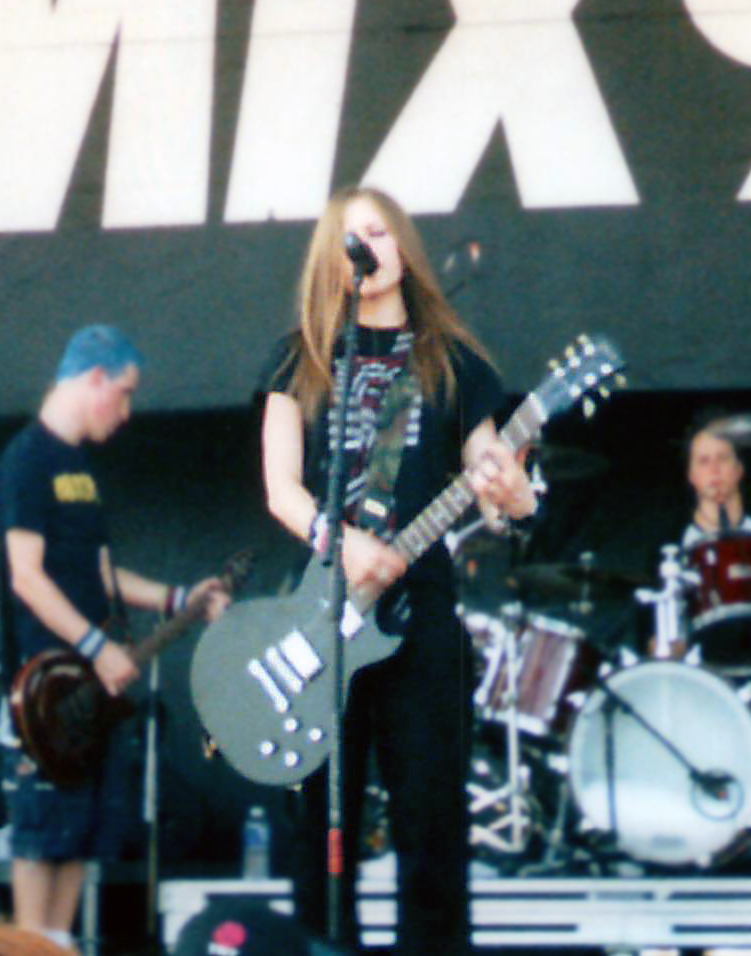
Avril Lavigne v roce 2002

Konspirační teorie o nahrazení Avril Lavigne je vyvrácená konspirační teorie, podle níž kanadská zpěvačka Avril Lavigne zemřela v roce 2003, krátce po vydání svého úspěšného debutového studiového alba Let Go, a byla nahrazena dvojnicí jménem Melissa Vandella. Mezi důkazy, které teorii podporují, patří změny ve vzhledu Lavigne mezi rokem 2003 a současností, údajné podprahové sdělení v jejím následujícím počinu Under My Skin a fotografie, na nichž má Lavigne na ruce napsáno jméno „Melissa“.
Původ teorie lze vysledovat až k brazilskému blogu Avril Está Morta (Avril je mrtvá) z roku 2011, který vedl ke konverzacím na internetových fórech, kde se sdílely údajné důkazy o nahrazení Lavigne. Teorie získala větší ohlas v květnu 2017, kdy jeden z uživatelů Twitteru zveřejnil vlákno, v němž tuto teorii vylíčil. Sama Lavigne tuto teorii několikrát popřela a nakonec se přiznal i autor

## Původ
Počátky teorie o nahrazení zpěvačky lze datovat do roku 2011, kdy vznikl brazilský blog s názvem Avril Está Morta, i když některé zdroje uvádějí, že tato fáma pochází již z roku 2005. Teorie tvrdí, že tlak slávy v kombinaci se smrtí Lavignina dědečka ji po vydání debutového alba Let Go z roku 2002 uvrhl do hluboké deprese a že zpěvačka krátce poté spáchala sebevraždu.
Podle konspirační teorie byla původně najata dvojnice jménem Melissa, která měla odlákat pozornost paparazzi a chránit samotářskou Lavigne. Teorie tvrdí, že Lavigne se s Melissou spřátelila a že krátce před zpěvaččinou údajnou smrtí byla její dvojnice naučena zpívat a vystupovat jako hudebnice. Po Lavignině smrti její nahrávací společnost zamlčela smrt a kvůli dalšímu zisku ji nahradila Melissou Vandellou s tím, že Melissa nahrála veškerou budoucí tvorbu Lavigne. Velkou část důkazů uváděných na podporu konspirační teorie tvoří údajné objevování se a mizení různých znamének a jiných kožních vad na fotografiích Lavigne v průběhu času.
Konspirační teorie se brzy prosadila na internetových fórech jako ATRL a Godlike Productions, kde se samozvaní „Avril Rangers“ dělili o důkazy. Jeden z příspěvků na ATRL v roce 2012 naznačoval, že původní Avril může být skutečně naživu, a použil k tomu obrázek, na němž zpěvačka vypadala, že si kupuje sýr v době, kdy „nová Avril“ údajně bojovala s boreliózou. Kromě změn v jejím vzhledu teorie tvrdí, že název a obal alba Under My Skin, stejně jako texty písní jako My Happy Ending, Together a The Best Years of Our Lives od Evana Taubenfelda, jsou podprahovým sdělením. Původní blog tato sdělení vysvětloval tím, že Melissa cítí vinu za „účast v této frašce“.

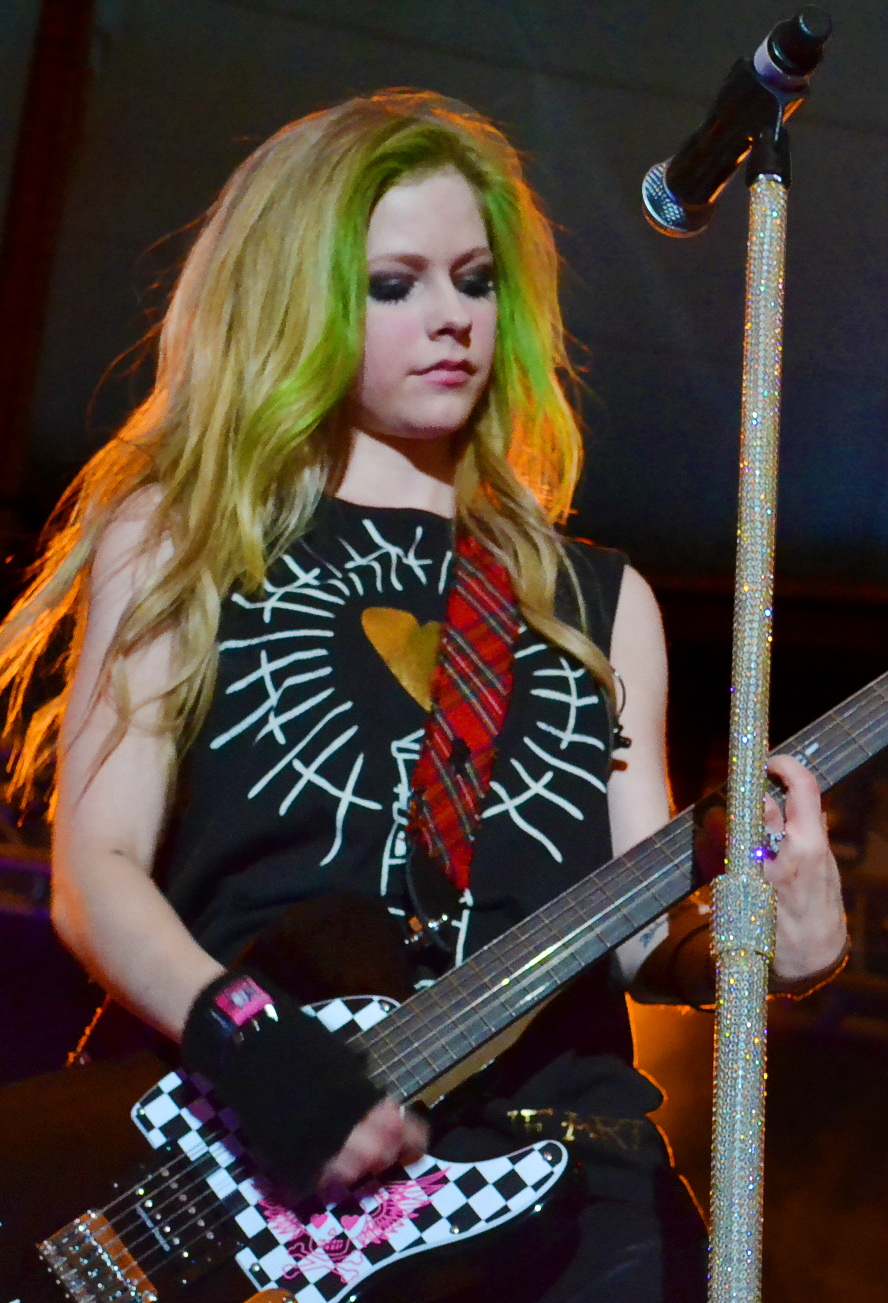
Avril Lavigne v roce 2011, tedy v době, kdy vzniknul blog Avril Está Morta

## Popularita
Teorie začala ve Spojených státech získávat na popularitě v říjnu 2015, kdy reportér BuzzFeedu Ryan Broderick na Twitteru napsal o Avril Está Morta. Ve svém příspěvku na BuzzFeedu Broderick svůj tweet v této věci objasnil a zmínil, že úvodní řádek původního příspěvku na blogu přiznává, že teorie je hoax.
Hoax o smrti zaznamenal větší rozšíření v květnu 2017, kdy jeden středoškolák zveřejnil na Twitteru vlákno, v němž tvrdil, že Lavigne zemřela a byla nahrazena na konci roku 2003. Vlákno, které bylo retweetnuto čtvrt milionkrát, uvádělo jako důkaz její smrti a nahrazení nesrovnalosti ve zpěvaččině tváři, módním stylu a rukopisu. Twitterové vlákno do značné míry koresponduje s dřívější konspirací Avril Está Morta, s jedním zásadním rozdílem: tentokrát byla konspirace Under My Skin vytvořena na základě již existujících nahrávek.
Vlákno na Twitteru inspirovalo internetový mem, v němž uživatelé říkali, že nějaká celebrita nebo fiktivní postava zemřela a byla nahrazena, ukazovali dvě fotografie dotyčné postavy a titulovali to „vlákno konspiračních teorií“.

## Odpovědi
Poprvé se Lavigne na tyto zvěsti zeptali v roce 2014 v rozhovoru pro brazilský televizní pořad Pânico na Band během turné The Avril Lavigne Tour. Lavigne byla dotázána, zda slyšela o internetových fámách, které tvrdily, že „zemřela a byla nahrazena klonem", na což odpověděla, že poprvé o tom slyší až v tomto rozhovoru, a později dodala: „No, jsem tady a jsem tady v Brazílii." Ve videu z rozhovoru nahraném na oficiálním kanálu televizní show na YouTube je možné vidět záběry z blogové stránky Avril Está Morta, která je za vznik těchto fám zodpovědná. Poté, co se teorie v roce 2017 znovu objevila na celém světě, Lavigne se k těmto fámám vyjádřila v listopadu 2017 v živém vysílání na Facebooku, kdy se jí jeden z fanoušků zeptal, zda je mrtvá, na což Lavigne odpověděla: „Ne, nejsem mrtvá. Jsem tady." Dále uvedla, že teorie vznikla, protože „lidé se prostě nudí a potřebují si o něčem povídat." Otázka byla znovu nastolena v rozhovoru pro australskou stanici KIIS 106.5 v listopadu 2018. Na otázku ohledně této teorie zpěvačka odpověděla: „Někteří lidé si myslí, že nejsem moje pravé já, což je tak divné! Jako proč by si to vůbec měli myslet?" Rozhlasoví moderátoři Kyle a Jackie O uvedli, že Lavigne„vlastně nikdy rovnou nepopřela", že byla nahrazena, a naznačili, že technologické potíže během rozhovoru byly podezřelou náhodou. V rozhovoru pro Entertainment Weekly v roce 2019 se Lavigne k této teorii vyjádřila přímo, označila ji za „hloupou internetovou fámu" a řekla, že je „ohromená, že jí to lidé baští."
Lavigne se opět vyjádřila v rozhovoru pro časopis Galore v roce 2022, kdy uvedla: „Takže je to legrační, protože všichni říkají, že vypadám stejně, ale pak je tu tohle. To nedává žádný smysl. A taky jak náhodně? Když to lidi vytahují, a mně to vytahují už asi roky, že existuje nějaká konspirační teorie, že nejsem já nebo tak něco? Že jsem klon? Jak se něco takového mohlo stát - nevím, je to prostě ta nejdivnější fáma."
V roce 2013 se objevila samostatná falešná zpráva o smrti, která tvrdila, že Lavigne zemřela při nehodě na snowboardu v lyžařském středisku Whistler Blackcomb.
Tvůrce stejného brazilského blogu, který byl původcem konspirace Avril Está Morta, se omluvil a celý příspěvek na blogu změnil a uvedl, že Avril nikdy nezemřela a že blog byl způsobem, jak ukázat, jak se konspirační teorie mohou zdát pravdivé.